# Сосулівська загальноосвітня школа
Сосулівська загальноосвітня школа I—II ступенів — навчальний заклад у селі Сосулівка Чортківського району Тернопільської області.

## Історія
За часів Австро-Угорщини у Сосулівці засновано школу (1881 р.), яка розміщувалась у хаті в центрі села, та філію товариства «Просвіта». Напередодні Першої світової війни в центрі Сосулівки була збудована двоповерхова школа, що під час війни згоріла. Донині збереглася хата Ганни Сапіщук (Гринькової), де навчалися діти.
Після відновлення в Галичині у 1920 році польського панування в селі діяла загальна 7-річна школа, розташована на парафії, біля церкви. Протягом 1932–1935 років у центрі Сосулівки, на місці згарища старої школи, збудували нову (директор Лагодинський), вона стоїть донині.
У вересні 1939 року, після встановлення радянської влади, в школі працювали 8 учителів. Навчали українською мовою; було введено вивчення російської та німецької мов, запроваджено обов'язкову семирічну освіту.
Від 5 липня 1941 до 10 квітня 1944 року — село під німецькою окупацією. Вивчення російської мови припинили, почали посилено вивчати німецьку мову.
У 1944 році, після того, як Червона армія витіснила німців із Сосулівки, у школі відновлено навчання.
Від 1959 року — школа восьмирічна; 1986 року — дев'ятирічна.

## Гуртки та секції
Для розвитку і вдосконалення учнів у школі діють гуртки та секції:
- Фізкультурно-спортивний;
- Еколого-натуралістичний;
- Туристсько-краєзнавчий;
- Художньо-естетичний.

## Сучасність
У 9 класах школи навчається 83 учнів, у школі викладають англійську та німецьку мови.

## Педагогічний колектив
Педагогічний колектив складається з 17 педагогів.
Директори
- Гулевич (1946—1947)
- Варвара Шемлей (1947—1977)
- Василь Миколишин[1].